# Amanda Saari
Amanda Saari, född 6 januari 2000 i Kangasala, är en finländsk längdåkare som tävlar i världscupen. På finska juniormästerskapen 2022 i Kuopio tog hon ett silver i 20 kilometer klassiskt. Saari började sent med längdåkning efter att ha hållit på med många andra idrotter tidigare.